# San Ignacio (Bassa California del Sud)
San Ignacio è una città-oasi di palme nella municipalità di Mulegé, della Bassa California del Sud, nello stato del Messico.
Si trova sull'autostrada federale messicana n. 1, tra Guerrero Negro e Santa Rosalía.
La città contava 667 abitanti nel 2010 e crebbe nell'insediamento dei Cochimí di Kadakaamán e della missione della Compagnia di Gesù di San Ignacio, fondata nel 1728 da Juan Bautista Luyando.

## Storia naturale
La zona ha un suolo basaltico, che rivela le sue origini vulcaniche. Nelle vicinanze vivono una flora e fauna desertiche, tra le quali l'"albero elefante" (Bursera microphylla).
A San Ignacio l'arido terreno desertico favorisce la formazione di ampi boschetti di lussureggianti palme da datteri. Un ampio laghetto alimentato da una sorgente e un piccolo corso d'acqua alla periferia della città scorre fino alla piazza centrale e al villaggio vicino alla missione gesuita del XVIII secolo. San Ignacio funge da passaggio alla Laguna di San Ignacio, il "santuario" invernale delle balene grigie.
San Ignacio si trova approssimativamente a 866 km da San Diego. Gli aeroporti più vicini sono quelli di Guerrero Negro a nord o l'aeroporto internazionale di Loreto nell'omonima città.